# Alagón del Río
Alagón del Río é um município da Espanha, na comarca do Vale do Alagón, província de Cáceres, comunidade autónoma da Estremadura. Tem 14,3 km² de área e em 2021 tinha 933 habitantes (densidade: 65,2 hab./km²). Faz parte da Mancomunidade do Vale do Alagón
Alagón del Río foi fundado na década de 1950 pelo Instituto Nacional de Colonização dentro dos limites municipais de Galisteo e tornou-se um município independente em 2009.